# Yacaranday
Yacaranday (trad.: Jacarandá) é uma telenovela mexicana produzida por Rafael Urióstegui para TV Azteca em 1999. 
Foi protagonizada por Aylin Mujica e Jorge Luis Pila e antagonizada por Claudio Obregón e Martha Verduzco.

## Elenco
- Aylín Mújica	... 	Yacaranday
- Jorge Luis Pila	... 	Adrián
- Claudio Obregón	... 	Don Eugenio
- Martha Verduzco	... 	Mercedes
- Carmen Delgado	        ... 	Cecilia
- Monserrat Ontiveros	... 	Rosaura
- Fabiana Perzabal	... 	Berenice
- Jaime Padilla        	... 	Rani
- Roberto Cobo	        ... 	Tata Tomás
- Farnesio de Bernal	... 	Don Luis
- Paloma Woolrich	... 	Catalina
- Arturo Ríos	        ... 	Omar
- Claudia Lobo   	... 	Laura
- René Gatica	        ... 	Teodoro
- Víctor Huggo Martin	... 	Juan Santiago
- Evangelina Sosa	... 	Margarita
- Marta Zamora	        ... 	Leonor
- Myrrah Saavedra	... 	Otilia
- Claudette Maillé	... 	Marcela
- Abel Woolrich   	... 	Lucio
- Carlos Cobos	        ... 	Padre Domingo
- Guillermo Iván  	... 	Timoteo
- Úrsula Murayama

## Ficha técnica
| Criador          | Jose Ignacio Cabrujas |
| Adaptação        | Eric Vonn             |
| Produção general | Rafael Uriostegui     |